# Zentrum für Europäische Integrationsforschung

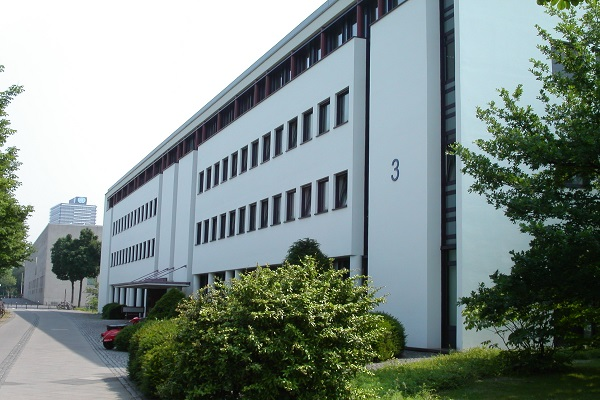
Gebäude des Center for European Integration Studies in Bonn.

Das Zentrum für Europäische Integrationsforschung (ZEI, englisch Center for European Integration Studies) ist ein transdisziplinäres Forschungs- und Weiterbildungsinstitut in Bonn, das von der Philosophischen Fakultät der Rheinischen Friedrich-Wilhelms-Universität getragen wird. Das ZEI bietet seit seiner Gründung 1995 EU-bezogene Forschung, Weiterbildung und Politikberatung in den Bereichen Regieren und Regulieren an. Direktoren des ZEI sind Ludger Kühnhardt und Christian Koenig. 

## Gründungsgeschichte
Das Berlin/Bonn-Gesetz vom 29. Mai 1994 sah die Errichtung eines „Zentrum für Europäische Integrationsforschung“ (ZEI) und eines „Zentrum für Entwicklungsforschung“ (ZEF) als zentrale wissenschaftliche Einrichtungen der Universität Bonn vor. Am 4. Mai 1995 hat der Senat der Universität Bonn die Einrichtung dieser beiden Zentren beschlossen. Das Gesamtkonzept wurde in Absprache mit den beteiligten Stellen der Bundesregierung und des Landes Nordrhein-Westfalen erstellt. Es basiert auf einem ursprünglichen Vorschlag des Senats der Universität Bonn vom 11. Februar 1993. Der Senatsbeschluss vom 4. Mai 1995 gilt als Gründungsdatum des „Zentrum für Europäische Integrationsforschung“ (ZEI) und des „Zentrum für Entwicklungsforschung“ (ZEF). Der erste Vorsitzende des internationalen Vorstands des ZEI war der ehemalige deutsche Außenminister Hans-Dietrich Genscher.

## Forschungsprofil
Das Institut leistet zukunftsorientierte Forschung zu unbewältigten Fragen der europäischen Integration und zur Rolle Europas in der Welt. "Regieren und Regulieren in der EU", der Schwerpunkt des ZEI in Forschung und Lehre, vereint zwei Aspekte, deren kritisches Zusammenspiel die EU prägt, ihre Auswirkungen auf das Leben der Bürger und ihre Rolle weltweit. Transdisziplinäre Perspektiven auf die wichtigen Beziehungen zwischen Regieren und Regulieren schaffen Klarheit und bieten tiefere Einblicke in den zunehmend komplexen Prozess der europäischen Integration. Die Forschungen – vorwiegend in politik- und in rechtswissenschaftlicher Perspektive – sind anwendungsorientiert. Sie sind mit innovativem Wissenstransfers verbunden.

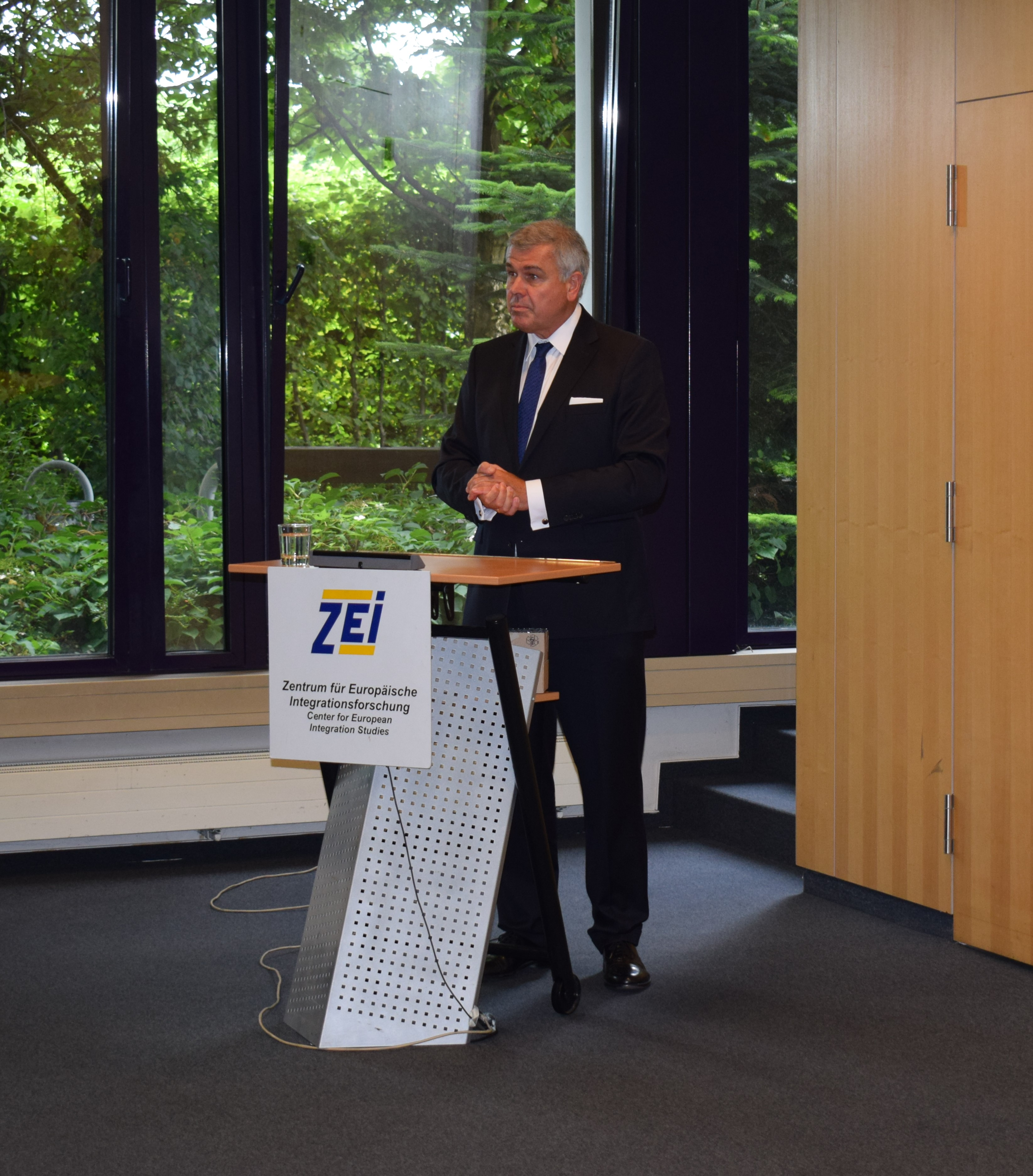
Direktor Ludger Kühnhardt spricht auf einer Forschungskonferenz am ZEI

## Veröffentlichungen
Das Institut veröffentlicht in eigenen Schriftenreihen: "ZEI Discussion Paper", "Future of Europe Observer" und "ZEI Insights". Diese Publikationen befassen sich mit Fragen der Regierungsführung und Regulierung in der Europäischen Union. 
Das ZEI begleitet das Arbeitsprogramm der EU-Institutionen und veröffentlicht regelmäßig Einschätzungen zum Arbeitsfortschritt. Begleitet wird diese Monitoring-Tätigkeit mit einem online-gestützten Informationsservice zu Akteuren, Terminen und rechtlichen Grundlagen der EU-Institutionen. Gleichzeitig publizieren ZEI-Mitarbeiter in nationalen und internationalen Publikationen. 
Im Nomos Verlag (Baden-Baden) erscheinen die „Schriften des Zentrum für Europäische Integrationsforschung“, herausgegeben von Ludger Kühnhardt. Bis Ende des Jahres 2020 sind in dieser Reihe 82 Bände erschienen. Der Nomos Verlag bietet in Deutschland das führende Verlagsprogramm zu europawissenschaftlichen Fragen an.
Im Bereich der rechtswissenschaftlichen Befassung mit Netzindustrien, Kommunikation und deren europarechtlicher Regulierung veröffentlicht Christian Koenig als geschäftsführender Herausgeber die Zeitschriftenreihe „Netzwirtschaften & Recht“ („N&R“) im Verlag Recht und Wirtschaft (Frankfurt/Main) und als Mitherausgeber die Zeitschrift „Kommunikation & Recht“ („K&R“), ebenfalls im Verlag Recht und Wirtschaft (Frankfurt/Main).

## Aus- und Weiterbildung
Das Institut führt seit 1998 einen international angesehenen einjährigen postgradualen Master-Studiengang in englischer Sprache durch: Der interdisziplinäre „Master of European Studies - Governance and Regulation“ bietet mit Dozenten aus ganz Europa und durch vielfältige Begegnungen mit Praktikern der europäischen Integration einen anerkannten Rahmen, um die Europakompetenz der Teilnehmer zu erhöhen. Der Master-Titel wird von der Philosophischen Fakultät der Universität Bonn verliehen. Der Studiengang bietet sehr gute Möglichkeiten für eine europäische/internationale Karriere mit Bezug zu den europäischen Integrationsentwicklungen. Weit über fünfhundert Fellows bilden das Alumni-Netzwerk des ZEI in über einhundert Ländern der Erde. Während des Studiums arbeiten die Studierenden in multinationalen Gruppen und vertiefen neben den Sachkenntnissen ihre interkulturelle Kompetenz.

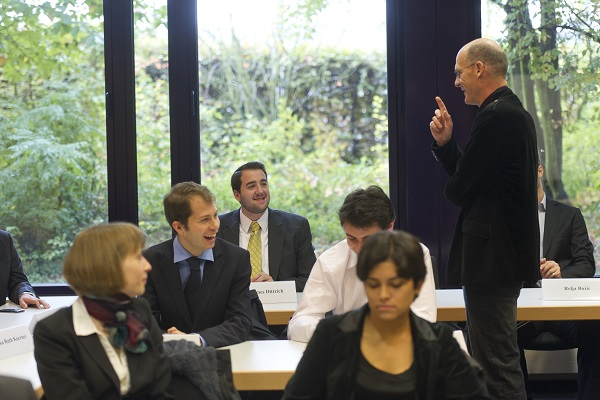
Direktor Christian Koenig unterrichtet Studenten des Studiengangs Master of European Studies

In Kooperation mit der Mediterranean Academy of Diplomatic Studies (MEDAC) der Universität von Malta führt das ZEI regelmäßig Workshops zu aktuellen Fragestellungen der Mittelmeerpolitik durch. Zum Themenspektrum der Workshops gehören etwa Herausforderungen der Asylpolitik, der Transformation in der arabischen Welt und Sub-Sahara Afrika sowie aktuelle Fragen der Sicherheitspolitik. Daneben führte und führt das Institut regelmäßig Sommerschulen und Weiterbildungsmaßnahmen durch. Besonders zu erwähnen ist die "ZEI Academy in Comparative Regional Integration", die über mehrere Jahre die Forschungen des ZEI zur weltweit vergleichenden Regionalintegration begleitet hat. 